# Golpayegan

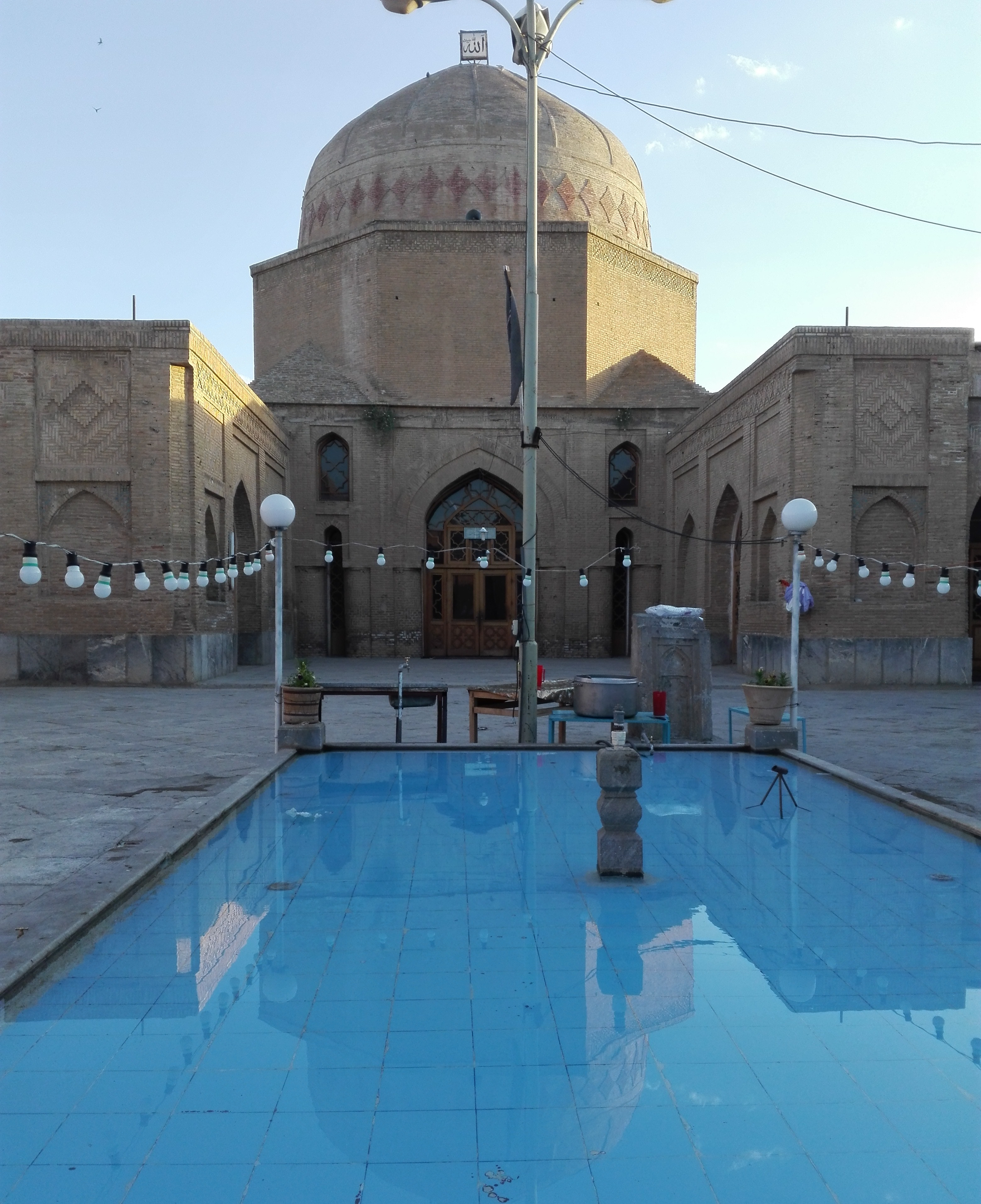
Mezquita Golpayegan Jame

Golpāyegān (en farsi: گلپایگان), también deletreado como Gulpaigan, es una antigua ciudad en centro-oeste de Irán, a unos 140 km al noroeste de Isfahan. De acuerdo con el censo de 1986 su población era de 35.253. Golpayegan es una ciudad reconocida por sus bellas alfombras persas, la talla de madera, sus productos lácteos y sus deliciosas brochetas que atraen a los visitantes.
Anteriormente había muchos escritores y científicos. La arqueología e inscripciones en las piedras en Golpayegan evidencian la existencia de asentamientos urbanos en el lugar que se remontarían incluso a más de 20.000 años. Ahora, hay algunas universidades en Golpayegan, como la Universidad de Ingeniería de Golpayegan.

## La Mezquita Jame 'de esta ciudad
Este municipio está situado en el noroeste de la provincia. En el norte es el Markazi (Central) Provincia, mientras que en el oeste se encuentra la provincia de Lurestan. Al sur se encuentran los municipios de Khansar, Faridan Abad y Nayaf. En dirección al este se encuentra dentro de los límites de Nayaf Abad y Esfahan. Golpayegan puede decirse que es otra ciudad antigua del país, y fue conocido como Golbadegan, Jorbadegan o Golabadegan. La mezquita de Jame 'de esta ciudad es una de las estructuras vitales e históricas que aquí, en relación con el AH siglo sexto, un remanente de Mohammad Shah Malek Ebne Saljuqi. El mismo muestra varios epígrafes.

## Golpayegan Alfombra
Golpayegan Distrito se encuentra en el norte de la provincia de Isfahán cerca al borde sur de la provincia de Arak. Golpayegan es también una ciudad cerca de viss y ambos producen el mismo tipo de alfombra.
Golpayegan alfombras persas tejidas a mano en la pequeña ciudad de Golpayegan. Situado entre Teherán y Hamadan, el townâ € ™ s nombre significa fortaleza de flores. patrones Golpayegan alfombra son curvilíneos y tienen grandes detalles florales y de jardín. Sus colores son tonos de rojo, azul, oliva y beige.'